# Rosaryville State Park
Il Rosaryville State Park (comprendente la tenuta della piantagione di Mount Airy) è un parco dello stato americano del Maryland posto a Rosaryville, tre miglia a sud della Joint Base Andrews Naval Air Facility (già Andrews Air Force Base) nella contea del principe Giorgio. Il parco include la magione di Mount Airy, oggi restaurata, un tempo appartenuta alla famiglia Custis, imparentati con George Washington.

## Storia

### La famiglia Calvert

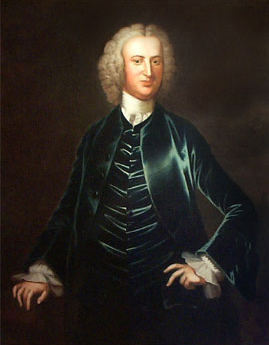
Benedict Swingate Calvert, dipinto di John Wollaston c. 1754. Calvert e la sua famiglia vissero alla tenuta di Mount Airey, oggi parte del Rosaryville State Park.

Benedict Swingate Calvert, (c.1730-1788), figlio di Charles Calvert, V barone Baltimore, visse a Mount Airy, e qui morì il 9 gennaio 1788. Calvert fu un politico ed un planter nella colonia del Maryland. Mount Airy fu un vero e proprio dono fattogli da lord Baltimore, il quale era intenzionato a favorire il figlio di modo che potesse vivere adeguatamente in America con terre e rendite sufficienti al suo status, e pertanto gli donò Mount Airy che già era stata usata come palazzina di caccia da Charles Calvert, III barone Baltimore. Calvert iniziò la costruzione della sua casa, ancora oggi presente, nel 1751.
Nel 1774 la figlia di lord Calvert, Eleanor Calvert (1758–1811), sposò John Parke Custis, figlio di Martha Washington e figlio adottivo di George Washington. Washington stesso non approvò l'unione ritenendo i due troppo giovani per contrarre matrimonio, ma alla fine diede il proprio consenso, e presenziò al matrimonio che si svolse proprio alla tenuta di Mount Airy. Il figlio della coppia, George Washington Parke Custis, nato a Mount Airy nel 1781, fece costruire Arlington House presso il fiume Potomac, sposando Mary Lee Fitzhugh, e divenendo quindi suocero di Robert E. Lee. Dagli anni '70 del Settecento, Benedict Swingate Calvert controllava una vasta proprietà di circa 16 km2 con più di 150 schiavi. Egli era inoltre un entusiasta allevatore di cavalli, per corse che si svolgevano poi nel Maryland ed in Virginia.
Benedict Swingate Calvert morì a Mount Airy il 9 gennaio 1788. Venne sepolto nei pressi della chiesa di St Thomas a Croom, luogo di culto che i Calvert avevano aiutato nella costruzione e che mantenevano con le loro finanze. Sua moglie morì dieci anni dopo, nel 1798.
Il figlio secondogenito di Benedict Calvert, Edward Henry Calvert, nato il 7 novembre 1766, ereditò quindi la proprietà. Questi si sposò il 1 marzo 1796, e morì il 12 luglio 1846. Lasciò la residenza alla sua vedova, la quale a sua volta morì il 26 marzo 1857. Alla sua morte, la proprietà era ormai stata ridotta a un totale di 4 km2 di terreno che vennero divisi tra i suoi figli. Dopo la morte della "Old Miss Eleanor" la casa e quanto conteneva venne venduta all'asta.

### Il XX secolo

La tenuta del parco di Rosaryville dopo il rovinoso incendio del 1931

Matilda Duvall acquistò la proprietà nel 1902, ponendo così fine alla secolare proprietà famigliare dei Calvert. La casa venne rinominata in Dower House e divenne una residenza di campagna sino a quando un incendio nel 1931 non la ridusse ad un cumulo di macerie, lasciando in piedi le sole mura perimetrali. Le rovine vennero acquistate e restaurate dalla giornalista Cissy Patterson, pubblicista del Washington Times-Herald, che qui ospitò diversi presidenti statunitensi ed altre personalità di rilievo. Ella a sua volta cedette la proprietà ad Ann Bowie Smith e fu dalla sua famiglia che la proprietà venne acquistata dallo stato del Maryland nel 1973 ed inclusa a far parte del Rosaryville State Park di cui fa parte ancora oggi.